# Beatbox
Beatbox (eng. beatboxing) je vrsta vokalne perkusije, koja oponaša zvukove raznih instrumenata, koristeći usta i glas. 
Uspješnost umjetnika beatboxa odlikuje se proizvođenjem što većega spektra zvukova i muzikalnosti kako bi što više sličilo pjesmi. Beatbox danas je povezan najviše s hip-hopom, uglavnom svrstan u 5. element, iako se pojavljuje i u drugim žanrovima glazbe. Naziv “beatbox“ ponekad se koristi kao naziv za sve vokalne perkusije zajedno. Na beatboxu su neki pioniri rep-a počeli repati.

## Vanjske poveznice
- Beatbox